# البطولات الوطنية الأمريكية 1935 (كرة مضرب)
قائمة بالأبطال في 1935 البطولات الوطنية الأمريكية لكرة المضرب (المعروفة الآن باسم أمريكا المفتوحة):

## الكبار

### فردي رجال
ويلمر أليسن هزم  سيدني وود 6-2 6-2 6-3

### فردي سيدات
هيلين جاكوبز هزم  ساره بالفري كوك 6-2, 6-4